# Serby
Serby (niem. Zerbau, w latach 1938–45 Lerchenberg) – wieś sołecka w Polsce położona w województwie dolnośląskim, w powiecie głogowskim, w gminie Głogów.

## Podział administracyjny
W latach 1975–1998 miejscowość położona była w województwie legnickim.

## Demografia
Jest największą miejscowością gminy, liczącą 1757 mieszkańców (III 2011 r.).

## Zabytki

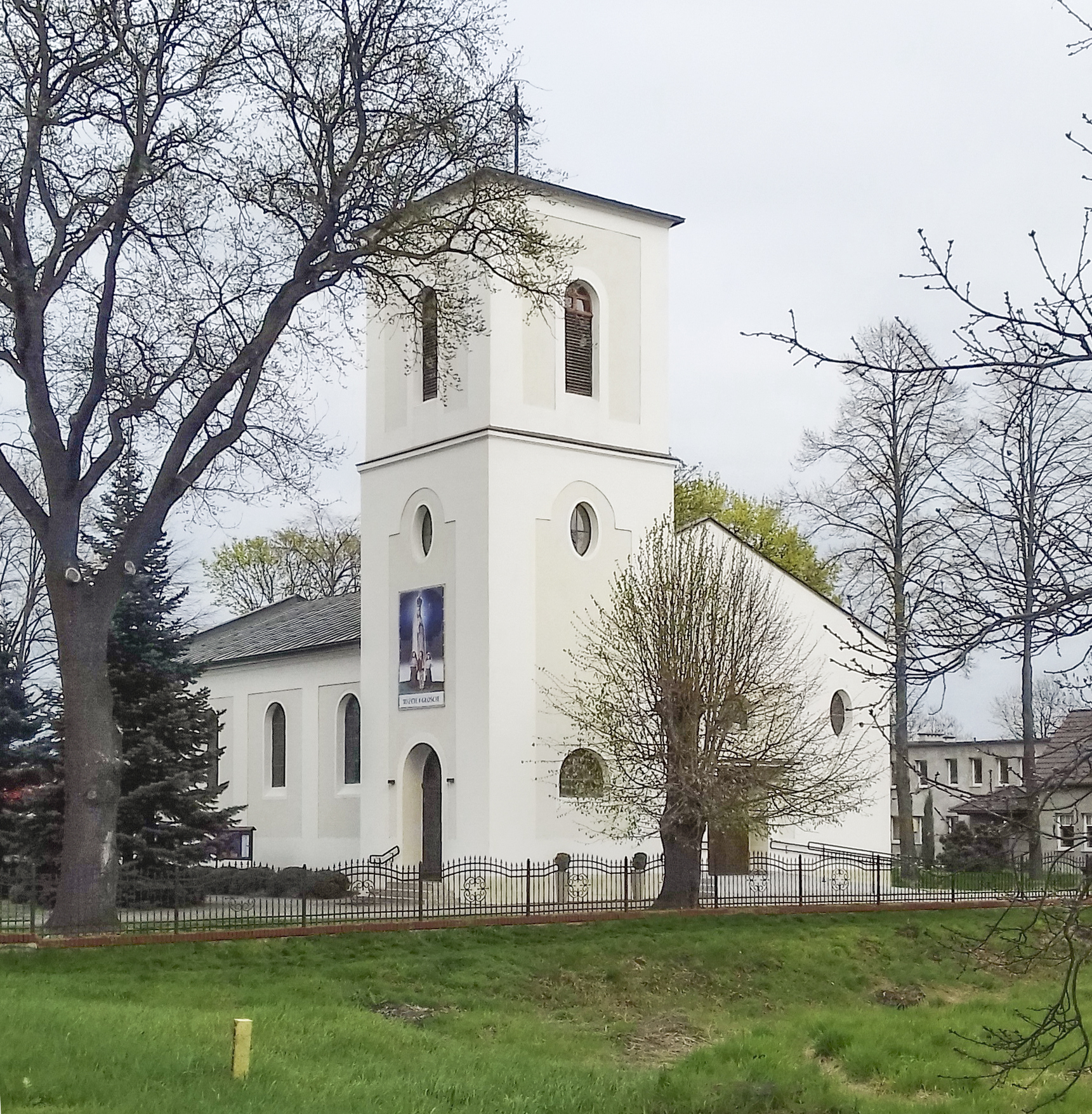
Postewangelicki kościół pod wezwaniem Świętych Apostołów Piotra i Pawła w Serbach

Do wojewódzkiego rejestru zabytków wpisane są obiekty:
- cmentarz ewangelicki, obecnie komunalny, z 1894 r.
- dworzec – stacja kolejowa Serby-Zachód, z końca XIX w. od dawna nieczynny.

inne zabytki:
- poewangelicki kościół pw. św. Apostołów Piotra i Pawła z 1911 roku, odbudowany w latach 1957–1959 po zniszczeniach dokonanych podczas II wojny światowej, konsekrowany przez arcybiskupa wrocławskiego Bolesława Kominka 25 października 1959 roku.

## Lokalna społeczność
W Serbach od 2003 roku działa zespół folklorystyczny "Serbowiacy".  W Serbach od wielu lat funkcjonuje jednostka Ochotniczej Straży Pożarnej, od 2009 roku włączona do KSRG (Krajowy System Ratowniczo Gaśniczy).

## Transport
Wieś położona jest wzdłuż drogi krajowej  nr 12.

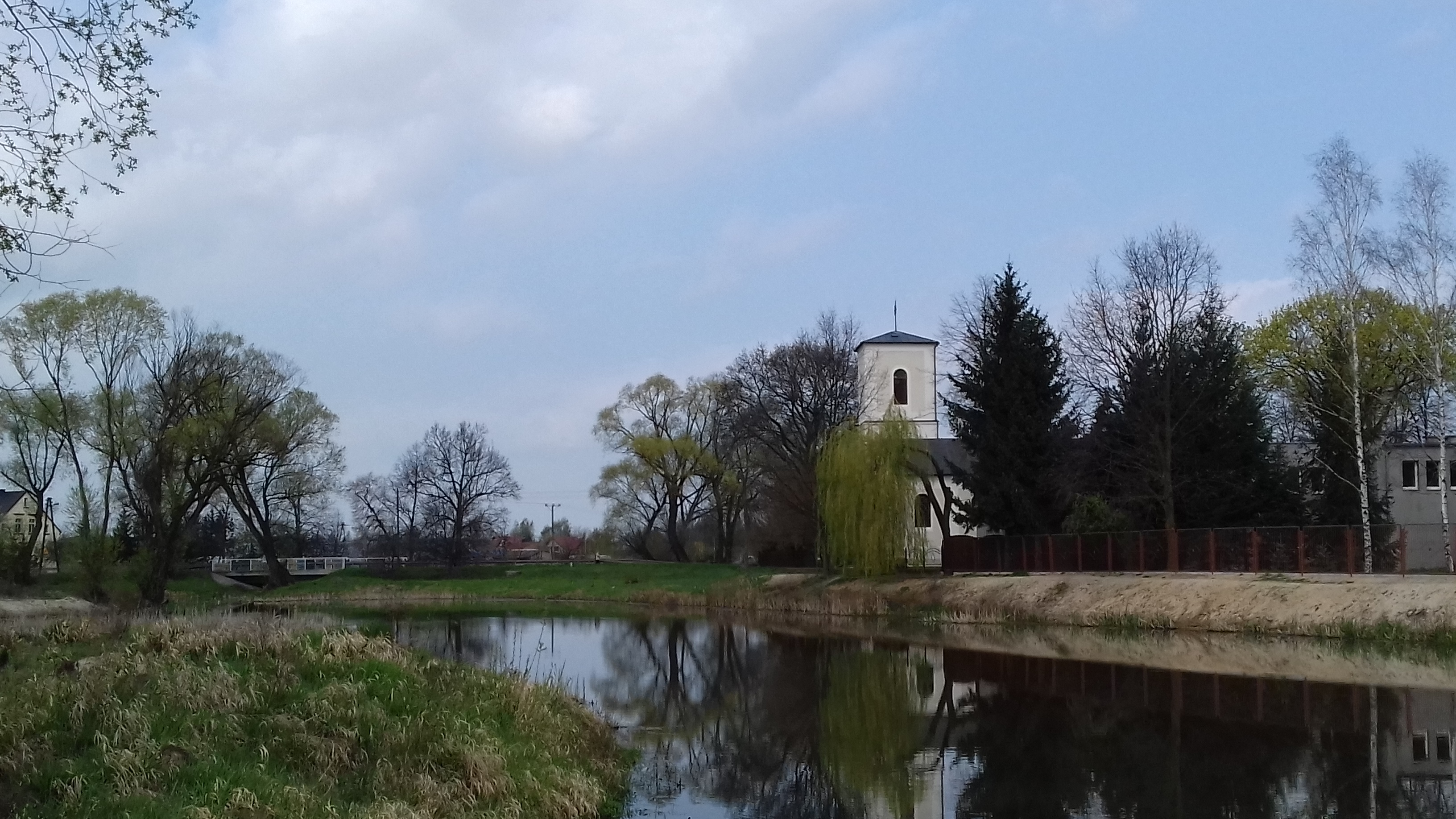
Serby, centrum wsi. Mostek w ciągu DK nr 12 i kościół parafialny.